# Heterusia barriosi
Heterusia barriosi là một loài bướm đêm trong họ Geometridae.